# HZ&PC Heerenveen
Heerenveense Zwem- & Poloclub, kortweg: HZ&PC-Heerenveen is een zwemvereniging in Friesland met ongeveer 500 leden.
De vereniging is opgericht in 1931 en heeft in zijn lange geschiedenis vele Friese, Nederlandse, Europese en zelfs wereldtitels behaald op het gebied van wedstrijdzwemmen en waterpolo.
De vereniging maakt gebruik van het zwembad in 'Sportstad', dat in Heerenveen naast het Abe Lenstra Stadion ligt.